# برج اسنیل
برج اسنیل (به لاتین: Snail Tower) یک آسمان‌خراش در استونی است که در Tartu City واقع شده‌است.